# Paris tetraphylla
Paris tetraphylla är en nysrotsväxtart som beskrevs av Asa Gray. Paris tetraphylla ingår i släktet ormbärssläktet, och familjen nysrotsväxter.

## Underarter
Arten delas in i följande underarter:
- P. t. penduliflora
- P. t. tetraphylla

## Bildgalleri

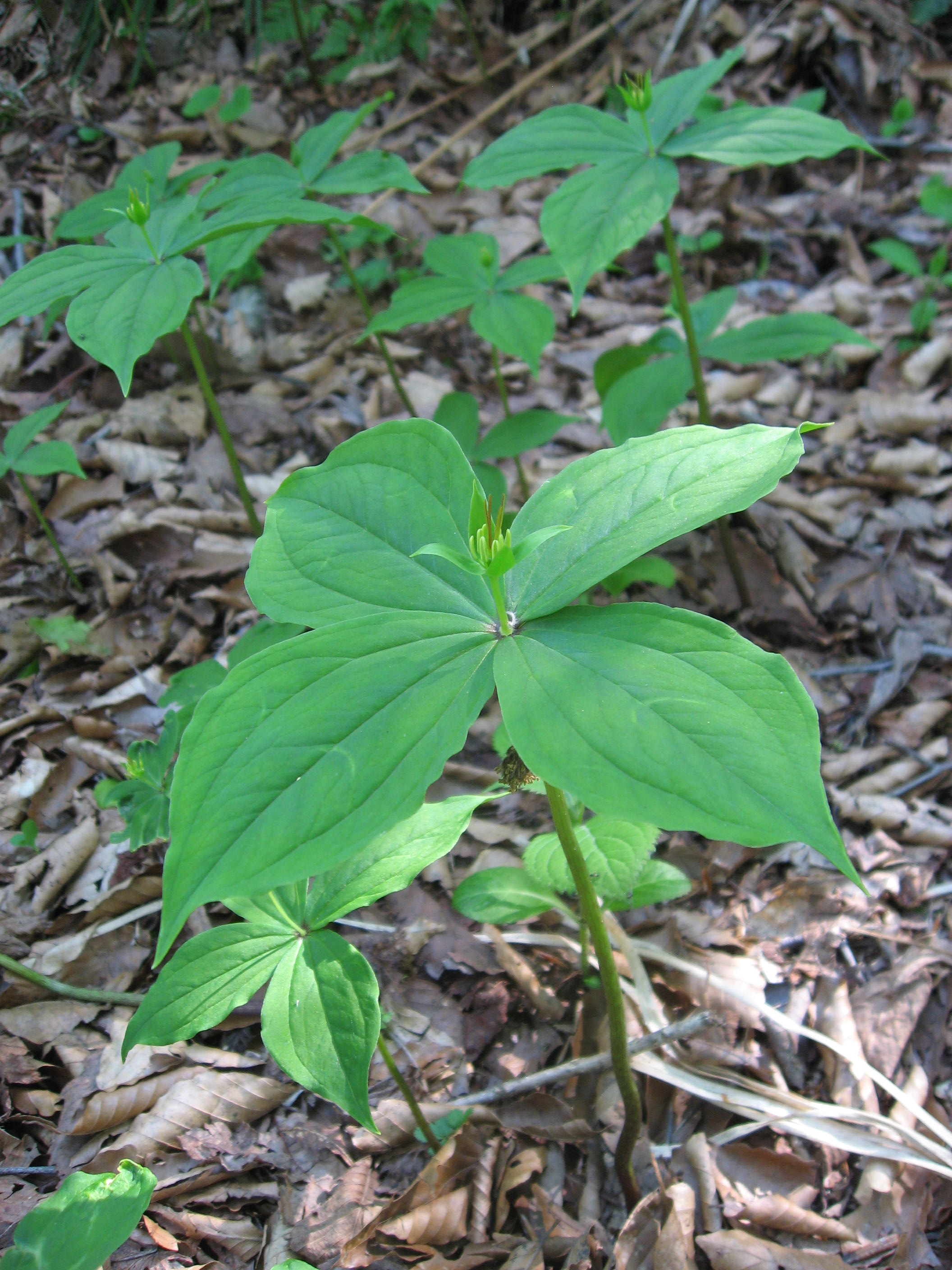